# São José do Rio Pardo
São José do Rio Pardo ist eine Stadt des Bundesstaates São Paulo in Brasilien. Sie wurde am 4. April 1865 vom Oberst Colonel Antônio Marçal Nogueira de Barros gegründet.
Die Stadt liegt im Hinterland von Campinas nahe der Grenze zu Minas Gerais.
Die Nachbarstädte sind Mococa, Tapiratiba, Casa Branca, Itobi, São Sebastião da Grama, Divinolândia und Caconde.

## Söhne und Töchter der Stadt
- Édson Boaro (* 1959), Fußballspieler
- Rodrigo Cesar Martins (* 1978), Fußballspieler
- Orani João Tempesta (* 1950), Zisterzienser, Kardinal-Erzbischof von Rio de Janeiro